# 希恩山
73°1′S 162°18′E / 73.017°S 162.300°E
希恩山（英語：Sheehan Mesa）是南極洲的山峰，位於維多利亞地，處於佩恩山西北面16公里，屬於梅薩山脈的西北部，由新西蘭探險隊命名，現時由南極條約體系管理。